# Zarzuela de mariscos

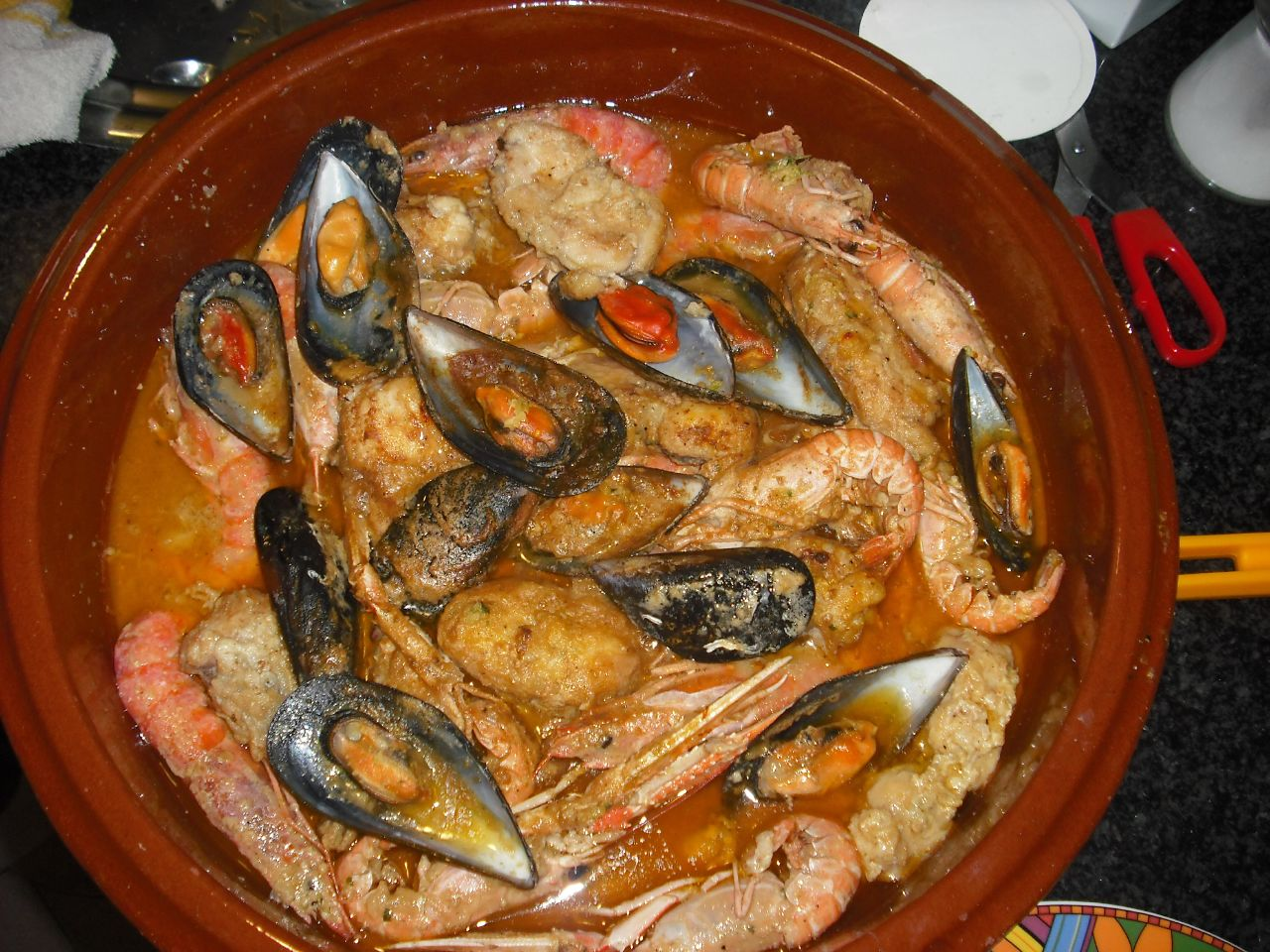
Zarzuela de Mariscos

Zarzuela de Mariscos (katal. Sarsuela de peix) - danie kuchni hiszpańskiej, charakterystyczne dla Katalonii, Andaluzji i całego hiszpańskiego Lewantu.
Jest to odmiana gulaszu, przyrządzana z różnych gatunków ryb i owoców morza, np. na Majorce z kielca. Nazywana bywa hiszpańską bouillabaisse. Przygotowywana jest głównie latem, w rejonach połowu ryb, ze świeżo złowionych okazów, gotowanych tradycyjnie na ogniskach, w sosie własnym. Spożywana zaraz po ugotowaniu, często (zwłaszcza w Katalonii) z sosem picada.
Zarzuela de Mariscos była początkowo pożywieniem ubogich rybaków.